# Alianza Iberoamericana por la Paz
La Alianza Iberoamericana por la Paz (en inglés: Ibero-American Alliance for Peace) es una organización no gubernamental que promueve la construcción de paz, los derechos humanos y el desarme en la región de Iberoamérica.

## Historia
La organización fue fundada en Berlín durante el congreso mundial 'Desarmar por un clima de paz' de la Oficina Internacional por la Paz en 2016 por Angelo Cardona y Maria Teresa Barrios. Inicialmente la coalición era el Grupo Joven de la Oficina Internacional por la Paz (IPBYN, por su nombre en Inglés) en América Latina conocida bajo el nombre de Red Latinoamericana de Jóvenes por la Paz.
El Grupo Joven de la Oficina Internacional por la Paz, comenzó a preparar en 2018 una serie de conferencias de jóvenes por la paz alrededor del mundo, las cuales terminarían en la conferencia mundial, '¡Transformar! Hacia una cultura de paz' en Berlin, 2019. Para que el grupo joven pudiera realizar sus conferencias en América Latina con un nombre en español, Cardona y Barrios fundaron la Red Latinoamericana de Jóvenes por la Paz, junto a los miembros de la IPBYN en América Latina. La red es lanzada en la primera conferencia de la IPBYN, el 25 de abril de 2018 en Medellín, Colombia, durante el 'II Congreso Internacional de Ciencia y Educación para el desarrollo y la paz', en la Universidad de Antioquia. Después, la Red Latinoamericana de Jóvenes por la Paz, lleva a cabo la segunda conferencia, el 3 de julio de 2018, en el Senado de la Nación Argentina, durante el congreso internacional 'Hablemos de Paz'.  La Red Latinoamericana hizo su tercera conferencia, el 9 de octubre de 2018, está vez en el Tecnologico de Monterrey campus Ciudad de México. En el 2020, los miembros del Grupo Joven de la IPB en Latinoamérica deciden cambiar su nombre a Alianza Iberoamericana por la Paz, con el objetivo de expandir su trabajo en la región de Iberoamérica.

## Foro Iberoamericano por la Paz
El Foro Iberoamericano por la Paz es una cumbre de las naciones de habla española y portuguesa de Europa y las Américas organizada por la Alianza Iberoamericana por la Paz. El encuentro reúne a académicos, organizaciones de la sociedad civil, activistas, organizaciones de derechos humanos y organizaciones gubernamentales y no gubernamentales en torno al tema de la paz en la región iberoamericana. El Foro se presenta a sí mismo como "un espacio de debate para que los ciudadanos tengan una discusión significativa y transformadora sobre la paz, los derechos humanos, el desarme y temas relacionados".
A la cumbre celebrada en 2021 en Castellón, España, asistieron personas de Argentina, Brasil, Guatemala, España, Bolivia, Chile, México, Venezuela, Perú, Nicaragua, Ecuador, Guatemala, Uruguay, Cuba, República Dominicana, Colombia, Honduras, y otros países como Italia, Haití, Estados Unidos, Líbano y Rumanía. Se organizó en colaboración con el Centro de Investigación, Defensa y Promoción de los Derechos de la Niñez y la Adolescencia (ILÊWASI) y la Universidad Jaume I de Castellón.

## Congresos
Desde su oficialización en el 2018 la Alianza ha llevado a cabo diferentes congresos en la región de Iberoamérica.
| N.º | Localización             | Fecha                     |
| --- | ------------------------ | ------------------------- |
| 1   | Medellín, Colombia       | 25 de abril de 2018       |
| 2   | Buenos Aires, Argentina  | 3 de julio de 2018        |
| 3   | Ciudad de México, México | 9 de octubre de 2018      |
| 4   | Castellón, España        | 23 al 25 de junio de 2021 |